# Annie de Moor-Ringnalda
Anna Margaritha de Moor-Ringnalda (Den Haag, 18 juli 1906 – Hoogeveen, 20 januari 1999) was een protestants-christelijk Nederlands schrijfster van tientallen romans, vooral streekromans. Vertalingen van haar werk verschenen in het Duits, Noors, IJslands en Afrikaans.

## Privéleven
Annie de Moor-Ringnalda was dochter van een gereformeerde dominee en huwde met de journalist Oege de Moor, zoon van de theoloog dr. J.C. de Moor. Ze is onder andere de moeder van de beeldend kunstenaar Heppe de Moor (1938-1992).

## Uitspraken over haar werk
In Populaire literatuur van Jan Fontijn en anderen (1974) worden de volgende uitspraken van de Moor-Ringnalda geciteerd. Als inspiratiebron noemde zij:
"Een vonk die overspringt, bijvoorbeeld uit een preek een zin, of door een naambordje of ik zie iets, waardoor mij totaal onbekende mensen opeens goede bekenden, bekende figuren worden, al zal ik hen nooit persoonlijk ontmoeten."
Zij wilde haar lezer steun bieden:
"Dat is het fijnste wat er bestaat, als je door je boek iemand hebt kunnen helpen, troosten, versterken in haar/zijn geloof. Daar kan men wat mij betreft de meest lovende recensies voor kado krijgen."
Over de moderne literatuur van Jan Wolkers en Reve merkte zij op:
"Hoewel ik in literair opzicht waarschijnlijk niet in hun schaduw kan staan, houd ik niet van deze boeken. Ze maken mij van binnen erg ongelukkig"
"De sex (geliefd konsumptieartikel onzer dagen) wordt in deze boeken op welhaast iedere bladzij losgekoppeld van de liefde, tot in het perverse beschreven. Voor mij is sexualiteit een héél mooi ons van God gegeven geschenk, maar ... inhaerent aan de liefde en de trouw. Deze laatste twee allermooiste gaven mis ik in de moderne literatuur."

## Recensies
Haar werk werd gerecenseerd in Trouw, Hervormd Nederland, Centraal Weekblad voor de gereformeerde kerken, de Christenvrouw en de Gereformeerde Vrouw, vele (bijna alle) kerkbodes.

## Werken
Onder meer:
- Mijn kompas is goed, 1e druk, Den Haag, J.N. Voorhoeve
- De Woensdagavondklantjes
- Moeder Ditta, 1e druk Elizabethbode, Woerden - 1954. zeker 7 drukken van dit boek.
- Romana
- Vrouwen als u en ik
- 't Lichtschip en 't haventje
- Daniel de wijze 1e druk Elizabethbode, Woerden. Daarna ook via J.N. Voorhoeve, Den Haag.
- En het leven gaat verder, T.Wever, Franeker (zeker 5 drukken van dit boek)
- Krabbels van Flip
- In den wijngaerdt
- In de grijze toren - 2e druk 1940, Illustraties Hein Kray, Callenbach; 3e druk rond 1942
- Het leven kent geen pauze, Kok, ISBN 9024292980
- Beatrix en de drie vrienden, Callenbach
- De jongens van de Storm-den, J.N. Voorhoeve, Den Haag - tekeningen van G. Douwe
- Mien en Eefje, jeugdboek met tekeningen Jan Lutz, uitgeverij Callenbach, Nijkerk.
- Verlangen naar de horizon
- Oogst in de Stad, Voorhoeve, Den Haag -1960
- Leun, Elizabethbode, Woerden - 1966
- Zing je nog wel eens?, 1e druk:1971- Kok-Kampen, klein formaat boekje - 2e dr. 1977
- Gisteren was ik jong, 1987: onder meer Grote Letter Bibliotheek, ISBN 90-364-0709-5,

In samenwerking met een andere schrijver geschreven:
- met Oegerikus de Moor: Een Maassluiser jongen wordt Minister-President. Het leven van Dr. Abraham Kuyper. (1837- 29 october - 1937), G. F. Callenbach, Nijkerk

Verzamelwerken:
- ?? : Flip en Joost trilogie: bevat deel 1: Krabbels van Flip, deel 2: In den Wijngaerdt, deel 3: Oogst in de stad
- 1982: Tranen als ochtenddauw, Kok, Uitgeversmaatschappij J.H., ISBN 90-242-1791-1 - bevat deel 1: Gisteren was ik jong, deel 2: Daniel de wijze en deel 3: Het leven kent geen pauze
- ??: Uitzicht op morgen Bevat deel 1: De breuk, deel 2: Wereldmachten en deel 3: Stroomversnelling
- ??: Leun Bevat deel 1: Leun het kind uit de Drie Snoeken, deel 2: Leun de chauffeursvrouw
- 1994: Gouden vijf, Zuid-Hollandsche U.M. ISBN 90-5112-477-5 - In deze serie van vijf uitgaven van steeds vijf streekromans werden eerder verschenen boeken van Annie de Moor-Ringnalda her-uitgegeven. In deel 4 van deze serie van vijf uitgaven van 'gouden vijf' werd het boek 'Het leven kent geen pauze' opgenomen, in deel 5 'Romana'.